# Brooklin
|  | Per a altres significats, vegeu «Brooklin (Ontario)». |

|  | No s'ha de confondre amb Brooklyn o Brookline. |

Brooklin és un poble del Comtat de Hancock (Maine) als Estats Units d'Amèrica.

## Demografia
Segons el cens dels Estats Units del 2000 Brooklin tenia 841 habitants, 371 habitatges, i 244 famílies. La densitat de població era de 18,1 habitants per km².
Dels 371 habitatges en un 26,4% hi vivien nens de menys de 18 anys, en un 56,9% hi vivien parelles casades, en un 6,2% dones solteres, i en un 34,2% no eren unitats familiars. En el 29,1% dels habitatges hi vivien persones soles el 14,6% de les quals corresponia a persones de 65 anys o més que vivien soles. El nombre mitjà de persones vivint en cada habitatge era de 2,27 i el nombre mitjà de persones que vivien en cada família era de 2,79.
Per edats la població es repartia de la següent manera: un 21,5% tenia menys de 18 anys, un 4,2% entre 18 i 24, un 22,9% entre 25 i 44, un 33,1% de 45 a 60 i un 18,3% 65 anys o més.
L'edat mediana era de 46 anys. Per cada 100 dones de 18 o més anys hi havia 90,2 homes.
La renda mediana per habitatge era de 36.786 $ i la renda mediana per família de 46.591$. Els homes tenien una renda mediana de 30.250 $ mentre que les dones 23.750 $. La renda per capita de la població era de 21.704 $. Entorn del 6,9% de les famílies i el 12,7% de la població estaven per davall del llindar de pobresa.